# Награди „Оскар“ (33-та церемония)
Тридесет и третата церемония по връчване на филмовите награди „Оскар“ се провежда на 17 април 1961 година. На нея се връчват призове за най-добри постижения във филмовото изкуство за предходната 1960 година. След дълги години на домакинство от театъра „РКО Пантаджес“, през тази година събитието е проведено в „Санта Моника Аудиториум“, Санта Моника, Калифорния. Водещ за пореден път е шоуменът Боб Хоуп.
Големият победител на вечерта е филма „Апартаментът“ на режисьора Били Уайлдър с 10 номинации в различните категории, печелейки 5 от тях. Това е последното произведение от епохата на черно-белите филми, което печели приза за най-добър филм. „Апартаментът“ донася и втория „Оскар“ от осем номинации за най-добър режисьор на един от рекордьорите в категорията Били Уайлдър.
Сред останалите основни заглавия са „Синове и любовници“ на Джак Кардиф, „Аламо“ на Джон Уейн, „Елмър Гантри“ на Ричард Брукс, „Скитниците“ на Фред Зинеман и историческия епос „Спартак“ на Стенли Кубрик.
С почетни награди са удостоени легендарния комик Стан Лаурел и Гари Купър. Джеймс Стюарт получава приза от името на Купър, тъй като близкият му приятел е сериозно болен и не може да присъства. Един месец по-късно, Гари Купър умира на 60-годишна възраст.

## Филми с множество номинации и награди
| Долуизброените филми получават повече от 2 номинации в различните категории за настоящата церемония: - 10 номинации: „Апартаментът“ - 7 номинации: „Аламо“, „Пепе“, „Синове и любовници“ - 6 номинации: „Спартак“ - 5 номинации: „Елмър Гантри“, „Фактите на живота“, „Никога в неделя“, „Скитниците“ - 4 номинации: „Наследи вятъра“, „Психо“, „Изгрев над Кампобело“ - 3 номинации: „Изселване“ | Долуизброените филми получават повече от 1 награда „Оскар“ на настоящата церемония:. - 5 статуетки: „Апартаментът“ - 4 статуетки: „Спартак“ - 3 статуетки: „Елмър Гантри“ |

## Номинации и награди
Долната таблица показва номинациите за наградите в основните категории. Победителите са изписани на първо място с удебелен шрифт.
| Най-добър филм | Най-добър режисьор |
| --- | --- |
| - Апартаментът - Елмър Гантри - Синове и любовници - Аламо - Скитниците | - Били Уайлдър – Апартаментът - Алфред Хичкок – Психо - Жул Дасен – Никога в неделя - Джак Кардиф – Синове и любовници - Фред Зинеман – Скитниците                                                        |
| Най-добра мъжка роля | Най-добра женска роля |
| - Бърт Ланкастър – Елмър Гантри - Спенсър Трейси – Да наследиш вятъра - Тревър Хауърд – Синове и любовници - Джак Лемън – Апартаментът - Лорънс Оливие – Комедиант                                                                     | - Елизабет Тейлър – Бътърфийлд 8 - Мелина Меркури – Никога в неделя - Гриър Гарсън – Изгрев над Кампобело - Шърли Маклейн – Апартаментът - Дебора Кар – Скитниците                                        |
| Най-добра поддържаща мъжка роля | Най-добра поддържаща женска роля |
| - Питър Устинов – Спартак - Сал Минео – Изселване - Питър Фолк – Убийство ООД - Чил Уилс – Аламо - Джак Крушен – Апартаментът | - Шърли Джоунс – Елмър Гантри - Джанет Лий – Психо - Мери Юър – Синове и любовници - Шърли Найт – Мракът на върха на стълбата - Глинис Джонс – Скитниците                                                 |
| Най-добър оригинален сценарий | Най-добър адаптиран сценарий |
| - Апартаментът – Били Уайлдър и И.А.Л. Даймънд - Никога в неделя – Жул Дасен - Хирошима, моя любов – Маргарит Дюрас - Гневно мълчание – Ричард Грегсън, Майкъл Крейг и Брайън Форбс - Фактите от живота – Мелвин Франк и Норман Панама | - Елмър Гантри – Ричард Брукс - Да наследиш вятъра – Недрик Йънг и Харолд Джейкъб Смит - Синове и любовници – Гевин Ламбърт и Т.И.Б. Кларк - Скитниците – Изобел Ленарт - Звуци на слава – Джеймс Кенауей |
| Най-добър чуждоезичен филм | |
| - Изворът на девственицата (Швеция) - Капо (Италия) - Истината (Франция) - Макарио (Мексико) - Деветият кръг (Югославия) | |

## Почетни награди
- Гари Купър
- Стан Лаурел